# Markstetten
Markstetten ist ein Gemeindeteil des Marktes Hohenfels in Landkreis Neumarkt in der Oberpfalz in Bayern und eine ehemalige Gemeinde im Landkreis Parsberg mit dem gleichnamigen Hauptort.

## Geographische Lage
Das Dorf liegt im oberpfälzischen Jura der Südlichen Frankenalb etwa 1 km südlich des Tales des Forellenbaches und des Truppenübungsplatzes Hohenfels auf ca. 470 m ü. NHN. Durch den Ort führt die Kreisstraße NM 32, die von Effenricht herkommt und im Tal des Forellenbaches in die Staatsstraße 2234 einmündet. Eine Gemeindeverbindungsstraße, die in Markstetten von der Kreisstraße in Richtung Süden abzweigt, führt nach Kleinmittersdorf.

## Geschichte
1212 erscheint ein Hof zu Markstetten im Besitz des Regensburger Schottenklosters St. Jakob; mit der Vogtei gehörte er zum Landsassensitz Kallmünz. 
1459 ist Markstetten ein Lehengut des Pfalzgrafen Johann. 1542/44 wurde in einem Vertrag zwischen Alter und Junger Pfalz festgehalten, das Markstetten mit der Mühle Baumgarten (heute Baumühle) hochgerichtlich der Kurpfalz und niedergerichtlich Pfalz-Neuburg untergeordnet ist. Gegen Ende des Alten Reiches, um 1800, bestand Markstetten aus 11 Anwesen, nämlich einem Halbhof, 8 „Gütln“, 2 „Häusln“ und dem gemeindlichen Hirtenhaus.
Im Königreich Bayern wurde um 1810 der Steuerdistrikt Markstetten im Landgericht Burglengenfeld gebildet und 1814 zum Landgericht Parsberg (später Landkreis Parsberg) gegeben. Zu diesem gehörten die drei Dörfer Markstetten, Affenricht und Haasla, der Weiler Kleinmittersdorf sowie die Einöden Fuchsmühle, Ammelacker, Ammelhof, Höfla, Friesmühle, Baumühle, Blechmühle, Lauf, Schönheim und Unterwahrberg.
Mit dem zweiten bayerischen Gemeindeedikt von 1818 entstanden daraus die Ruralgemeinden Markstetten und Haasla; die Gemeinde Markstetten bestand aus den Dörfern Markstetten mit der Baumühle, Effenricht, Holzheim und Kleinmittersdorf, den Weilern Gunzenhof und Unterwahrberg sowie den Einöden Ammelacker, Ammelhof, Friesmühle, Fuchsmühle, Schönheim und Winklmühle. 1830 wurde die Gemeinde Haasla mit ihren Orten Haasla, Lauf, Höfla und Blechmühle wieder zur Gemeinde Markstetten gelegt. 1949 gingen Haasla und Höfla allerdings in der Gemeinde Nainhof-Hohenfels auf; sie sind heute Wüstungen im Truppenübungsplatz. Die Restgemeinde Markstetten wurde mit ihren 15 Gemeindeteilen zum 1. Mai 1978 nach Hohenfels eingemeindet.
Gebäude- und Einwohnerzahl des Ortes Markstetten im Jahr
- 1838: 110 „Seelen“, 21 Häuser[9]
- 1861: 103 Einwohner, 33 Gebäude[10]
- 1871: 84 Einwohner, 26 Gebäude, an Großviehbestand 1873 2 Pferde, 83 Stück Rindvieh[11]
- 1900: 88 Einwohner, 19 Wohngebäude[12]
- 1925: 109 Einwohner, 18 Wohngebäude[13]
- 1950: 100 Einwohner, 18 Wohngebäude[14]
- 1987: 115 Einwohner, 34 Wohngebäude, 41 Wohnungen[15]

Die Gemeinde Markstetten umfasste
- 1861: 499 Einwohner, 168 Gebäude (17 Orte)[10]
- 1871: 473 Einwohner (471 Katholiken, 2 Protestanten), 151 Gebäude, 78 Wohngebäude (17 Orte)[11]
- 1900: 435 Einwohner (433 Katholiken, 2 Protestanten), 76 Wohngebäude (17 Orte)[12]
- 1925: 492 Einwohner, 69 Wohngebäude (17 Orte)[13]
- 1950: 358 Einwohner, 56 Wohngebäude (15 Orte)[14]

## Kirchliche Verhältnisse
- Der Ort Markstetten gehörte zur katholischen Pfarrei Hohenfels im Bistum Regensburg.[16][17] Die Kinder des Ortes Markstetten gingen im 19./20. Jahrhundert 3,5 km weit in die katholische Schule des Pfarrortes. – Die Kapelle „Franz von Assisi“ in der Ortsmitte von Markstetten wurde 2001/02 erbaut.
- Die Protestanten gehörten um 1950 zum evangelisch-lutherischen exponierten Vikariat Parsberg.[14]